# Mmathethe
Mmathethe est une ville du Botswana.